# Vallée de Tchouï
La vallée de Tchouï (en kirghize : Чүй өрөөнү, en kazakh : Шу аңғары) est une grande vallée située au nord des monts Tian au Kirghizistan, qui s’étend des gorges de Boom jusqu'au désert de Muyunkum. Sa superficie avoisine les 32 000 km2.

## Géographie
La vallée prend place dans les Alataou kirghize (en), et est baignée par le Tchou, principal cours d'eau de la vallée. Elle fait office de frontière naturelle entre le Kazakhstan et le Kirghizistan sur une centaine de kilomètres.
La chaleur de l'été couplée à une bonne disponibilité des ressources en eau font de la vallée une zone très fertile sur laquelle s'est développée l'un des principaux foyers de population du Kirghizistan. En outre, les sous-sols renferment du minerai de cuivre et du plomb.

## Climat
Le climat régnant dans la vallée est fortement continental en raison de l'éloignement des océans. Ainsi, l'amplitude thermique annuelle permet des records de températures de +43 °C ont pu être enregistrées au mois de juillet, et de −38 °C en janvier. Généralement, les précipitations annuelles moyennes oscillent entre 300 mm et 500 mm, et augmentent avec l'altitude. Les saisons les plus arrosées sont le printemps et l'été.

## Histoire
Le climat et la situation hydrologique, propices aux cultures, ont permis à une espèce de chanvre sauvage de se développer naturellement, et était consommé par la population locale qui la désignait en tant que anacha, dans un cadre médical. Cela a attiré quelques hippies soviétiques à l'époque. L'espèce locale était à l'origine peu psychotrope, mais a été complétée par d'autres plantes aux effets plus puissants. 
Dans les années 1990, des trafiquants kazakhs ont tenté d'introduire la production d'opium, mais finalement la terre n'était pas adaptée pour la culture d'une telle plante[réf. nécessaire].
La plupart du chanvre est récoltée par la population de la partie kazakhe de la vallée. On estime que 140 000 ha sont plantés, pour une récolte annuelle d’environ 5 000 tonnes.
Selon des découvertes récentes, c'est de cette vallée que serait originaire en 1338 la peste noire qui a décimé la moitié de l'Europe à partir de 1346.